# Higuères-Souye
Higuères-Souye es una comuna francesa de la región de Aquitania en el departamento de Pirineos Atlánticos. La localidad comprende las pedanías de Les Abérous, Gélize, Higuères, Higuères-Haudebat, Hourtic y Souye.
El topónimo Higuères-Souye fue mencionado por primera vez en el año 1030 con el nombre de Figueras, mientras que Souye fue nombrado por primera vez en 1538 como Soyge.

## Demografía
| 181 | 258 | 345 | 301 | 293 | 279 | 382 | 424 | 416 | 417 | 419 | 385 | 355 | 430 | 374 | 361 | 321 | 351 | 311 | 300 | 302 | 232 | 233 | 217 | 207 | 216 | 209 | 211 | 177 | 183 | 234 | 248 | 258 | 261 |
| Para los censos de 1962 a 1999 la población legal corresponde a la población sin duplicidades (Fuente: INSEE [Consultar]) |     |     |     |     |     |     |     |     |     |     |     |     |     |     |     |     |     |     |     |     |     |     |     |     |     |     |     |     |     |     |     |     |     |